# James Poe
Pour les articles homonymes, voir Poe.
James Poe, né le 4 octobre 1921 à Dobbs Ferry et décédé d'un arrêt cardiaque le 24 janvier 1980 à Malibu, était un scénariste américain. Il est surtout connu pour son travail sur les films Le Tour du monde en 80 jours, La Chatte sur un toit brûlant, Le Lys des champs, et On achève bien les chevaux.

## Filmographie partielle
- 1952 : L'Inexorable enquête (Scandal Sheet) de Phil Karlson
- 1956 : Le Tour du monde en 80 jours (Around the World in 80 Days) de Michael Anderson
- 1956 : Attaque (Attack!) de Robert Aldrich
- 1958 : La Chatte sur un toit brûlant (Cat on a Hot Tin Roof ) de Richard Brooks
- 1963 : Le Lys des champs (Lilies of the Field ) de Ralph Nelson
- 1969 : On achève bien les chevaux (They Shoot Horses, Don't They?) de Sydney Pollack